# Первая кельтиберская война
Первая кельтиберская (или испанская) война была первой из трёх войн, известных как Кельтиберские войны. Она велась между наступающими легионами Римской республики и кельтиберскими племенами Ближней Испании с 181 до 179 года до н. э.
В 181 году до н. э. несколько племён вдоль Эбро, особенно лузоны, восстали против римского владычества. Аппиан цитирует их причину, как отсутствие земли, на которой можно жить. Они были быстро подавлены консулом Квинтом Фульвием Флакком и рассеяны. Тит Ливий сообщает, что ополчение кельтиберов достигало 35 тысяч воинов. 
В 179 году до н. э. Флакка сменил Тиберий Семпроний Гракх. Гракх быстро пошёл на выручку осаждённому городу Каравис, а затем взял город Комплега. Он поделил землю среди бедных и подписал договор со всеми племенами. Его успехами в установлении мира восхищались в Испании и Риме, куда он прибыл на триумф.
В следующем году война также вспыхнула в Дальней Испании между римлянами и лузитанами.